# آنجلا ادیسون
آنجلا ادیسون (انگلیسی: Angela Addison؛ زادهٔ ۹ دسامبر ۱۹۹۹) بازیکن فوتبال اهل انگلستان است. او در پست مهاجم برای چارلتون اتلتیک و در مسابقات قهرمانی زنان فوتبال انگلیس بازی می‌کند.
وی در تیم‌های ملی فوتبال زیر ۲۱ سال زنان انگلستان و زیر ۲۳ سال زنان انگلستان بازی کرده است.